# 弗瑞鱼属
弗瑞鱼属（学名：Foreyia）为矛尾鱼科的一个已滅絕的属，生存於三疊紀中期的瑞士格勞賓登州。它也是單型屬。

## 下属物种
本属包括以下物种：
- Foreyia maxkuhni Cavin, Mennecart, Obrist, Costeur & Furrer, 2017[3]